# La Fille du banquier (film, 1921)
Pour les articles homonymes, voir The Oath.
Pour plus de détails, voir Fiche technique et Distribution.
La Fille du banquier (titre original : The Oath) est un film muet américain réalisé par Raoul Walsh et sorti en 1921.

## Synopsis
Hugh Coleman, sans argent, épouse secrètement Minna Hart, la fille d'un riche banquier. Mais ce dernier ne veut pas entendre parler du mariage d'une juive avec un "gentil", qui plus est pauvre. Coleman fait alors le serment de ne pas révéler ce mariage. Mais, le jour où Israel Hart est assassiné, tous les soupçons se portent sur Coleman. Grâce au témoignage de Minna, il sera finalement acquitté.

## Fiche technique
- Titre original : The Oath
- Réalisation : Raoul Walsh
- Scénario : Ralph Spence, d'après le roman "Idols" de William John Locke
- Costumes : Miriam Cooper
- Photographie : Dal Clawson, G.O. Post
- Production : Raoul Walsh
- Société de production : Mayflower Photoplay Corporation
- Société de distribution : Associated First National Pictures
- Pays de production :  États-Unis
- Langue originale : anglais
- Format : noir et blanc — 35 mm — 1,37:1 — Film muet
- Genre : drame
- Durée : 80 minutes
- Dates de sortie : 
  - États-Unis : 10 avril 1921
  - France : 22 février 1924

## Distribution
- Miriam Cooper : Minna Hart
- Robert Fischer : Israel Hart
- Conway Tearle : Hugh Coleman
- Henry Clive : Gerard Merriam
- Ricca Allen : Anna Cassaba
- Anna Q. Nilsson : Irene Lansing